# Hannibal (Grabbe)
Hannibal ist eine Tragödie von Christian Dietrich Grabbe. Der Erstdruck erschien 1835 bei Carl Georg Schreiner in Düsseldorf. Das Stück wurde am 20. Dezember 1918 am Münchner Nationaltheater uraufgeführt.
Das Stück behandelt den Zweiten Punischen Krieg und die Zeit darüber hinaus: Die Tragödie beginnt 216 v. Chr. nach der Schlacht bei Cannae und endet 183 v. Chr. mit dem Tod des großen karthagischen Feldherrn Hannibal.

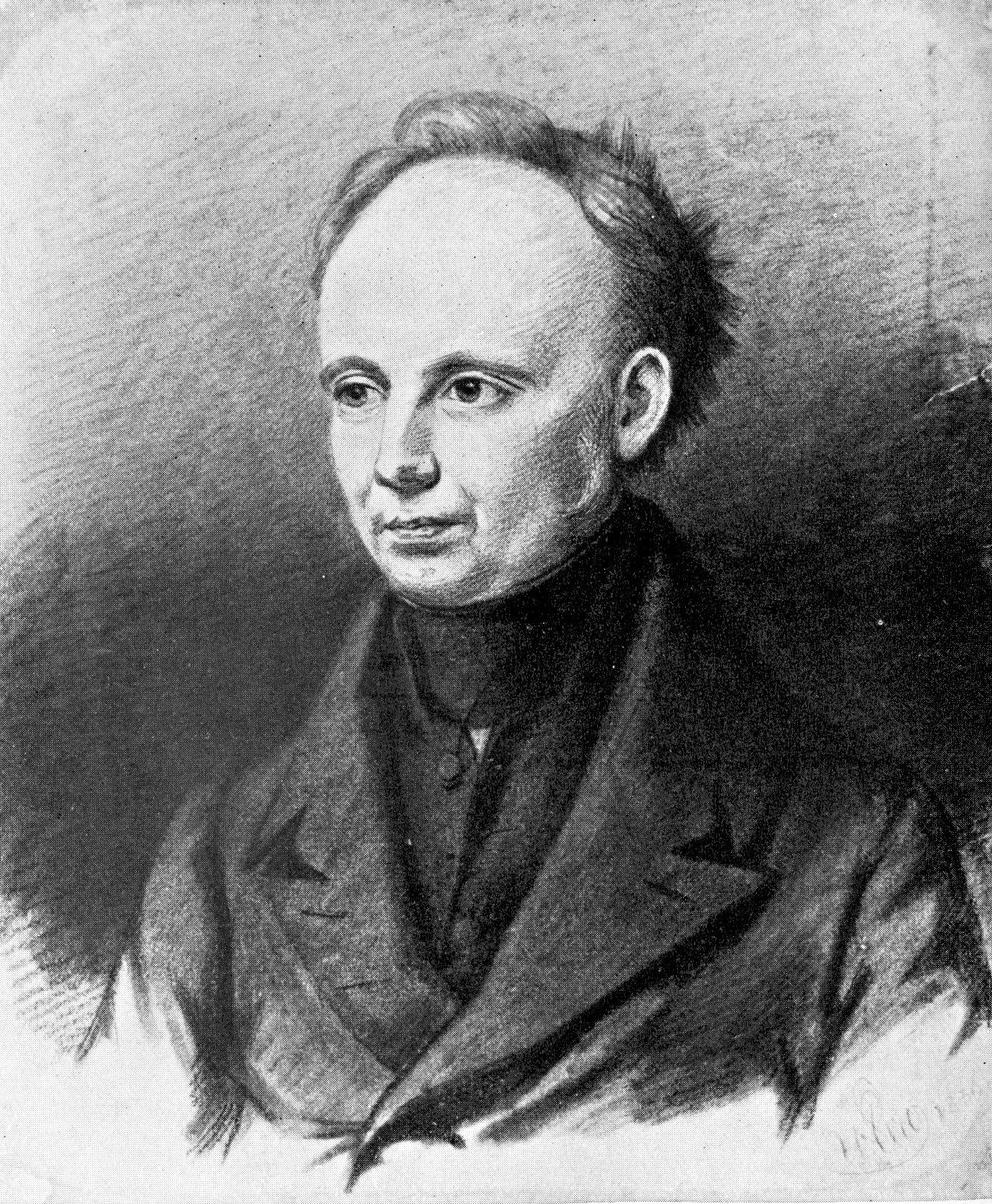
Christian Dietrich Grabbe

## Inhalt
1. Hannibal ante Portas!
Karthago:
Hanno, Melkir und Gisgon, die gewissenlosen Herrscher der punischen See- und Handelsmacht – die so genannten „Dreimänner“ – stehen Hannibal und seiner Familie feindlich gegenüber. Also bringen sie den Boten, der die Siegesnachricht aus Kannä brachte, einfach um und beschließen, Brasidas mit schlecht gerüsteten Truppen und mangelhaften Schiffen auf den Weg nach Italien zu schicken. Brasidas will sich vor der Abreise der Liebe Alittas versichern. Alitta liebt ihn, will ihn halten, zögert das Ja jedoch hinaus. Der Krieger aber kann nicht länger weilen, muss fort zu Hannibal nach Italien.
Rom:
Im Kapitol tagt der Senat. Der Zensor Kato meint: „Karthago soll zugrunde gehen!“ Gesagt, getan. Rom holt zum listigen Gegenschlag aus. Vier Legionen unter Führung der zwei Scipionen werden nach Spanien gesandt, nach Numantia. In dieser Stadt hat Hannibal viele Freunde. Die Marschrichtung der Legionen stimmt. Es geht – über einen Umweg zwar – gen Karthago.
Ein Bote aus Karthago überbringt Hannibal „Briefe vom Synedrion“. Der Feldherr soll mit seinen 17.000 Männern nach Kapua ziehen. Die übrigen schriftlichen Nachrichten aus Karthago verheißen nichts Gutes. Was wird die Zukunft bringen? Hannibal versorgt sich für den Fall der Fälle mit Gift.
2. Numantia und Kapua
Terenz hat sich in den Scipionen getäuscht. Diese „Ungetüme“ haben Numantia in Schutt und Asche gelegt und lassen die winselnden Gefangenen mit Bleiknöpfen geißeln. Die Scipionen, auf dem Wege nach Karthago, pressen Keltiberier in ihr Heer.
Kapua:
Hannibal hofft auf die Ankunft des Bruders Hasdrubal und dessen Streitmacht. Hasdrubal hatte sich in Numantia einschiffen wollen, hatte jedoch wegen des Falls der Stadt den viel beschwerlicheren Umweg über die Alpen genommen.
3. Abschied von Italien
Bei Capua nähert sich Hannibal ein römisches Heer unter Fabius Maximus.

Ein als Karthager verkleideter Römer dringt mit einem „Paket“ zu Hannibal vor und wirft dem Feldherrn den Kopf Hasdrubals vor die Füße.
Der Despot von Kapua hat Hannibal die Tore geöffnet. Aber das nützt ihm wenig. Seine Sklaven bringen ihn um. Die karthagische Flotte „rüstet zum Absegeln“. Denn zwei Verwandte von Hanno und Melkir hatten eine Botschaft aus Karthago überbracht. Hannibal war zurückgerufen worden. Eile tut Not. Die Scipionen bedrohen in Nordafrika die Vaterstadt. Hannibal soll der Verteidiger sein. Die Flotte sticht in See. Die beiden Botschafter lässt Hannibal zurück und schickt diese somit in den sicheren Tod.
4. Gisgon
Karthago:

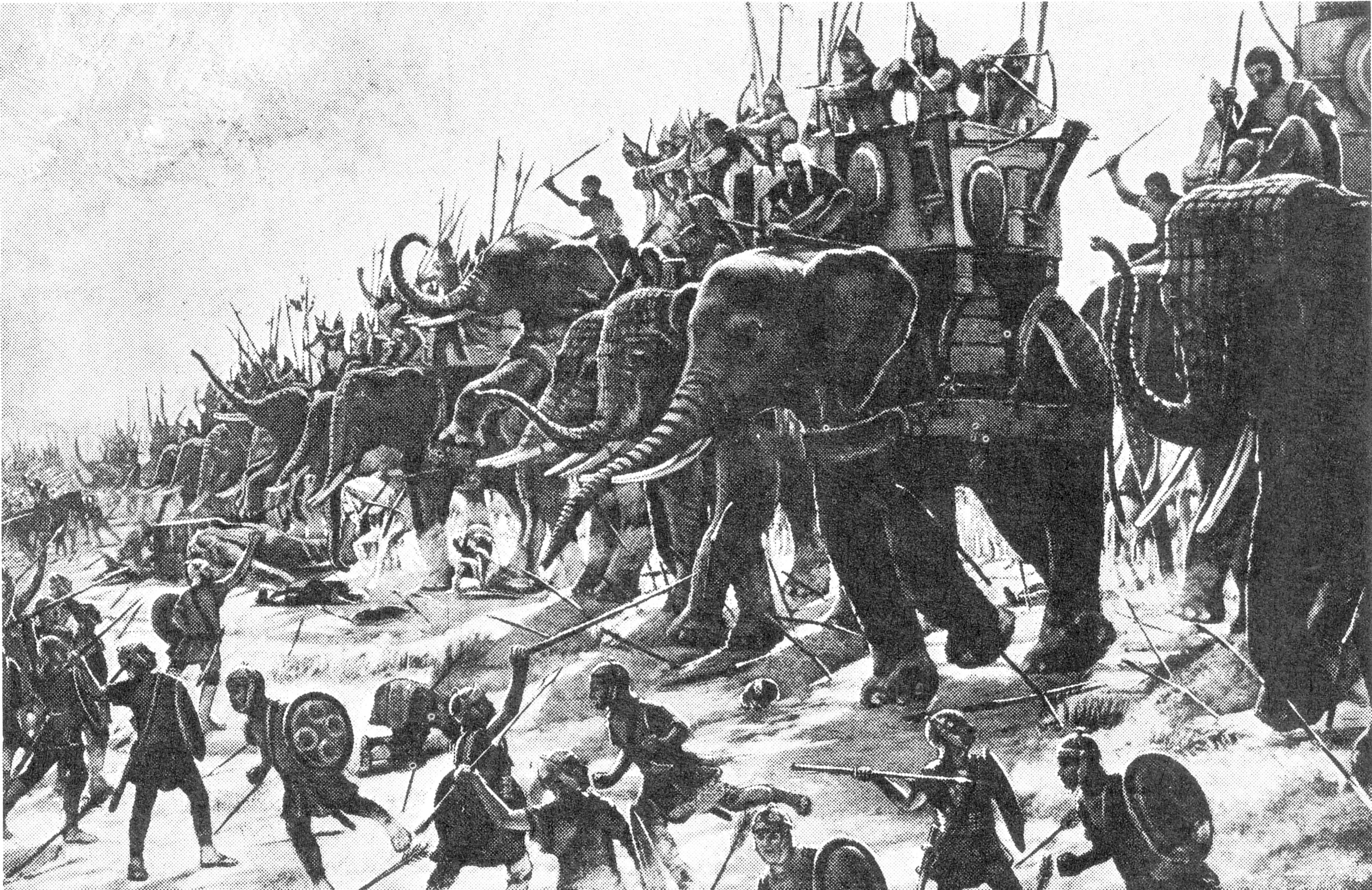
Die Schlacht bei Zama
am 19. Oktober 202 v. Chr.

Melkir will die Alleinherrschaft, aber Hanno und Gisgon rühren ihre Giftbecher, die Melkir ihnen kredenzt hat, nicht an. Die Dreimänner sitzen in einer Zwickmühle. Sollen sie dem Heimkehrer Hannibal die Tore öffnen oder sich von den Scipionen attackieren lassen? Hannibal nimmt den Machthabern die Entscheidung ab. Der Draufgänger verschafft sich gewaltsam Zutritt in die Vaterstadt. Die Dreimänner verkriechen sich. Hannibal sondiert nach jahrelanger Abwesenheit in Karthago in einem Gespräch mit seinem Großvater Barkas und mit Alitta die Lage. Inzwischen kämpft Brasidas vor Karthagos Toren gegen die anrückenden Scipionen. Alitta beschwört Hannibal, er solle Brasidas ohne jede Verzögerung beistehen. Hannibal eilt also Brasidas zu Hilfe.

Aber die Römer besiegen die Karthager bei Zama. Melkir frohlockt. Die Scipionen haben Hannibal vernichtend geschlagen. Doch die Freude währt nur kurz. Die siegreichen Römer wenden sich gegen Karthago.

Die Karthager opfern in ihrer Bedrängnis die eigenen Kleinstkinder dem Moloch. Zwar verschlingt die Gottheit das „schuldlose Blut“, steht aber nicht bei. Die Römer schicken Boten in die Stadt und stellen Gisgon unannehmbare Forderungen. So kämpfen die karthagischen Männer einen hoffnungslosen Kampf. Einer nach dem anderen fällt an der Stadtmauer. Gisgon, verzweifelt, lässt versteckte Waffen an die Sklaven austeilen. Hannibal gelingt die Flucht.
5. König Prusias
Hannibal wurde von Prusias, dem König von Bithynien, Asyl gewährt. Untertänig bittet Hannibal um eine Audienz beim Herrscher. Diese wird großzügigerweise gegeben. Prusias hält Hannibal während des Empfangs einige gravierende Kunstfehler vor, die dem großen Feldherren während seiner Kriegführung gegen die Römer unterlaufen sind.
Karthago: Derweil haben daheim die Frauen das Häuflein der überlebenden Männer bewaffnet. Die wenigen Karthager fallen auch noch. Brasidas ist tot. Also will auch Alitta nicht länger leben. Zusammen mit dem greisen Barkas geht sie in den Feuertod.
In der Hauptstadt Bithyniens: Die Römer fordern von Prusias die Auslieferung Hannibals. Andernfalls soll Bithynien mit Krieg überzogen werden. Prusias gibt klein bei. Als sich die Römer Hannibals Asyl nähern, nimmt er das Gift und stirbt.

## Zitate
Hannibal sagt:
- „Fechte der Satan, wo Kaufleute rechnen!“[3]
- „Aus der Welt werden wir nicht fallen. Wir sind einmal darin.“[4]

## Tragikomödie
Die Vorgänge in dem Stück sind zunächst durchweg tragisch. Alle beteiligten Protagonisten, ob nun Hannibal selbst oder aber seine Gegenspieler – allen voran die „Dreimänner“ und die beiden Scipionen – sind äußerst grausame, skrupellose Machtmenschen. Da werden Boten umgebracht bzw. dem Tode geweiht, da wird dem Kriegsgegner der Kopf abgehackt, da wird schreckliche Rache nach verlorener Schlacht genommen und so fort. Im 5. Aufzug aber schlägt die Stimmung um. Plötzlich nimmt die „Tragödie“ eine urkomische Wendung. Und diese wird – bis zum knappen, wiederum tragischen Schluss – über den ganzen 5. Aufzug hinweg auf das Bravouröseste durchgehalten. König Prusias hänselt Hannibal ob dessen Dummheit in strategischen Kriegsentscheidungen, und der große Feldherr muss dem König eigentlich recht geben. Der Spaß geht noch weiter. König Prusias lässt die Szene von dem Hofmaler Pantisaalbaderthilphichidis skizzieren – für ein späteres verherrlichendes Abbild seiner königlichen Person: Hannibal kuscht zu Füßen von Prusias.
Der oben geschilderte Bruch ist zwar für den Zuschauer – der auf Tragik bis zum Schluss eingestellt ist – erheiternd, und Grabbe hat den letzten Aufzug anscheinend in einer beglückend genialen Stunde mit leichter Hand gearbeitet, aber er bleibt nun mal ein kapitaler Bruch. Kein Geringerer als Brecht soll ja das Stück studiert haben. Was mag der Grund für die jahrelange Beschäftigung mit der komischen „Tragödie“ gewesen sein? Antwort: Wahrscheinlich hängt das brechtsche Interesse direkt mit jener überraschend-originellen Wendung im 5. Aufzug Hannibals zusammen.

## Selbstzeugnisse
- „Den Hannibal menschlich zu machen, war ’ne Kunst, er steht in der Geschichte wie eine kalte Mythe.“[6]
- „Hannibals Ende ist das Kühnste, was ich geschrieben. Tragisch und doch lustig.“[7]

## Rezeption
- Hannibal ist ein pessimistisches Stück.[8]
- Die neuere Literaturgeschichte findet – im Gegensatz zur älteren – inzwischen die „Stil-Wechselbäder“ in dem Stück originell.[9]
- Immerhin läuft die Handlung über reichlich dreißig Jahre. Grabbe hat ein Kunststück fertig gebracht: Dem Zuschauer erscheint es so, als ob die Geschichte innerhalb ganz weniger Jahre abliefe.

## Historie
- Am Ende der Tragödie tritt der „Urvater“ Barkas, der Großvater Hannibals, auf. Der „fast hundertjährige“ Greis ist der Vater von Hamilkar Barkas († 229 v. Chr.).